# DJ 프리미어
DJ 프리미어(DJ Premier, 본명: Christopher Edward Martin (크리스토퍼 에드워드 마틴), 1966년 3월 21일 ~ )는 미국의 힙합 그룹 갱스타의 프로듀서 겸 DJ이다. 프리모 (Premo/Primo), 프림 (Preem)으로도 불린다. 그룹 갱스타의 나머지 멤버는 MC Guru이다. 원래 휴스턴 출신인 프리미어는, 뉴욕 브루클린에서 그의 거의 대부분의 음악 인생을 보냈다. 현재 그는 "무거운 드럼 사운드와 듬성듬성하게 순환되는 샘플로 알려진 하드코어 이스트코스트 힙합"(hardcore East Coast hip-hop known by its heavy drums and sparse loops)의 창시자로 추앙받고 있다..
The Source 매거진은 그를 "힙합 역사상 가장 위대한 프로듀서 5인" 중 하나로 선정했다. About.com 은 그를 "톱 힙합 프로듀서 50명" 리스트의 1위로 랭크했다.
90년대 cut and paste 방법의 아버지로 불리며 mass appeal등의 곡에 잘 나와있다. 
현재까지도 위에 나와있는 것처럼 많은 래퍼들에게 영향을 준 프로듀서/dj이다. 

## 배경
프리미어는 디제잉을 Prairie View A&M 대학에 다닐때 처음 접했다. 프리미어의 원래 무대 이름은 Waxmaster C였다. 그가 이름을 DJ Premier로 바꾼 것은 뉴욕 브루클린에 와서 갱스타를 결성한 이후이다. 프리미어라고 정한 이유는 그의 어머니가 그 이름을 정해주었기 때문이다. 그는 자신이 언제나 모든 것에 최고가 되려고 노력한다고 그래서 이름이 Premier(첫째의, 으뜸의)가 되어야 한다고 말했다.

## 기타
그는 야구선수 데릭 지터의 매제이다.